# José Aguilar (militare)
José Aguilar (fl. XIX secolo) è stato un militare spagnolo.
Durante la guerra d'indipendenza spagnola si oppose strenuamente alle truppe di Napoleone Bonaparte, sconfiggendole in varie battaglie tra il 20 e il 23 ottobre 1810 a Montejaque e a Ronda e sopravvivendo a tali conflitti.